# Spagna ai XIX Giochi olimpici invernali
La Spagna partecipò ai XIX Giochi olimpici invernali, svoltisi a Salt Lake City, Stati Uniti, dall'8 al 24 febbraio 2002, con una delegazione di 7 atleti impegnati in tre discipline.